# Deodorant

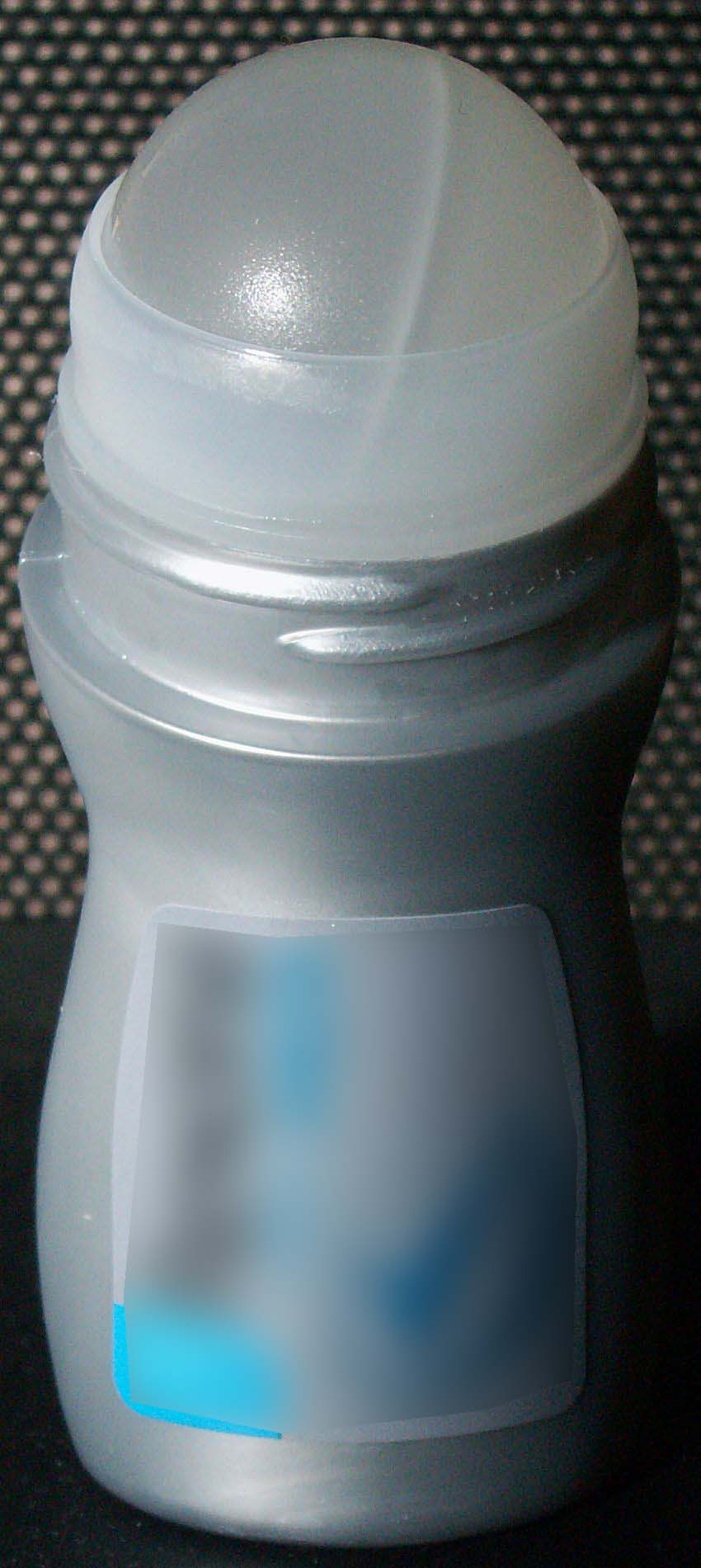
Deodorant cu bilă

Un deodorant este o substanță aplicată pe corp, pentru a preveni mirosul corpului, cauzat de ruperea bacteriană a transpiratiei  la axile, picioare, și alte zone ale corpului. Un subgrup de deodorante, numite  antiperspirante , afectează mirosul și va împiedica transpirația excesiva prin blocarea glandelor sudoripare.
Antiperspirantele sunt aplicate în mod obișnuit la axile , in timp ce deodorantele pot fi de asemenea utilizate pe picioare și alte zone ale corpului. In Statele Unite ale Americii, Food and Drug Administration  clasifică și reglează majoritatea deodorante ar fi produse cosmetice , dar clasifică antiperspirantele ca fiind medicamente ce se eliberează din farmacii cu sau fără prescripție medicală.
Primul deodorant comercial, Mum , a fost introdus și brevetat în secolul al XIX-lea de către un inventator in Philadelphia, Statele Unite ale Americii, Edna Murray. Produsul a fost retras pentru scurt timp de pe piață în Statele Unite ale Americii, dar este în prezent disponibil la comercianți cu amănuntul din SUA sub brandul Ban. Formularea moderna a antiperspirantului a fost brevetată de către Jules Montenier la 28 ianuarie 1941. Această formulare a fost găsită pentru prima dată în "Stopette" deodorant, pe care revista Time l-a numit "cel mai bine vândut deodorant de la începutul anilor 1950. " Stopette mai târziu a fost eclipsat de multe alte marci deoarece a expirat brevetul in anul 1941.
Există un mit popular, cum că utilizarea deodorantului este in stransă legătură cu cancerul la san, dar cercetările au arătat că nici o astfel de legătură nu există.

## Istoric
In 1888, primul deodorant comercial, Mum , a fost dezvoltat și patentat de către un inventator American, in Philadelphia, Statele Unite ale Americii, al cărui nume a fost pierdut în istorie. Mica companie a fost cumpărată de Bristol – Myers  în 1931 și la sfârșitul anilor 1940 , Helen Barnett Diserens a dezvoltat un aplicator sub braț.  În 1952, compania a inceput comercializarea produsului sub numele de Ban roll-on. Produsul a fost retras pentru scurt timp de pe piață în Statele Unite ale Americii. In prezent, acesta este din nou disponibil la distribuitorii din SUA sub marca Ban.  
Între 1942 și 1957 pe piața deodorantelor crescut de 600 de ori pentru a deveni o piață de 70 de milioane de $. Deodorantele au fost comercializate inițial în primul rând la femei, dar din 1957 piața s-a extins enorm si la cei de sex masculin, iar estimările au fost că 50% dintre bărbați au utilizat un deodorant până la acea dată. Produsul Ban roll-on condus  piața vânzărilor. 

## Privire de ansamblu
Transpirația umană este în mare măsură inodoră, adică nu are miros, până când este fermentată de bacteriile care se dezvolta in medii calde, umede. La subrat, corpul uman este printre cele mai calde zone de pe suprafața corpului, și glandele sudoripare oferă umiditate, care, atunci când se evaporă, are un efect de răcire vitală pentru toate fiintele vii. Când axilele adulților sunt spălate cu alcaline săpunuri cu pH diferit de cel al corpului uman, pielea își pierde manta de acid (pH 4.5-6), si are loc creșterea pH-ului pielii și dezechilibrarea barierii protectoare a pielii. Deoarece multe bacterii prospera in acest mediu ridicat al pH-ului, aceasta face pielea sensibilă la colonizarea bacteriană. Bacteriile se hrănesc cu transpirația de la glandele apocrine și cu celulele pielii și părului mort, eliberând acid trans-3-metil-2-hexenoic în deșeurile lor, care este cauza principală a mirosului de transpiratie.

## Deodorant
Deodorantele sunt clasificate și reglementate ca produse cosmetice de Food and Drug Administration din SUA (FDA)  și sunt destinate să elimine mirosul si nu sa combata transpiratia excesivă. Deodorantele contin de multe ori de alcool. Alcoolul stimulează inițial transpirație, dar poate, de asemenea, să ucidă bacteriile temporar. Alte ingrediente active în deodorante includ stearat de sodiu , clorură de sodiu și alcool stearilic . 

## Deodorant antiperspirant
Deodorantele, combinate cu agenți din antiperspirante sunt clasificate ca medicamente de către FDA.  Antiperspirantele incearcă să oprească sau să reducă semnificativ transpirația și să reducă astfel climatul umed în care bacteriile prosperă. Clorura de aluminiu , clorhidratul de aluminiu , și aluminiu - zirconiu compuși, mai ales din aluminiu zirconiu tetraclorohidrex gli și aluminiu zirconiu triclorohidrex gli , sunt frecvent utilizate în antiperspirante. Clorhidrat de aluminiu și aluminiu zirconiu tetrachlorohydrate gli sunt cele mai frecvente ingrediente active în antiperspirantele comerciale ( ODABAN, Certain Dry, Mum, Stopette, etc ).  Complexele pe bază de aluminiu reacționează cu electroliții din transpiratie  pentru a forma un dop de gel in conducta a glandei sudoaripare. Dopurile previn excreția lichidului și se îndepărtează în timp pe cale naturala. Antiperspirantele sunt aplicate înainte de culcare.